# Leeroy Thornhill
Leeroy Thornhill (Barking, Gran Londres, Londres, 8 de octubre de 1968) es un músico, DJ, bailarín y tecladista británico, reconocido por haber sido el bailarín del grupo de música The Prodigy.

## Carrera
Ha producido trabajos en solitario bajo los nombres Longman y Flightcrank. Nació en Barking, pero se crio en Rayne, cerca de Braintree en Essex. Thornhill se unió a The Prodigy junto con Keith Flint y Maxim Reality luego de conocer a Liam Howlett en un club local de rave. Ambos eran bailarines para el show en vivo de la banda. En 2000, Thornhill dejó The Prodigy y pasó a grabar varios EP como solista, sin embargo, estos proyectos nunca tuvieron un éxito sustancial. Más tarde se convirtió en DJ profesional.

## Discografía

### Solista
- Lowrise EP" 12" (1993)
- The Longman EP" 12" (1996)
- Flightcrank EP" CD Ltd & 2x7" Ltd (2000)
- Inside Out / Outside In" 10", Ltd (2000)
- Amazing" CD & 12 (2001)
- What U Need" CD & 12" (2001)